# Attheyella crenulata
Attheyella crenulata är en kräftdjursart som först beskrevs av Mrázek 1901.  Attheyella crenulata ingår i släktet Attheyella och familjen Canthocamptidae. Inga underarter finns listade i Catalogue of Life.